# Десант на мис Тархан
Десант на мис Тархан відбувався в часі з 9 по 11 січня 1944 року, був здійснений силами радянської Азовської військової флотилії на Керченському півострові.

## Задум та планування десантної операції
Після захоплення радянськими військами в часі Керченсько-Ельтигенської операції Керченського плацдарму радянське військове керівництво неодноразово намагалося розширити його. З подання представника Ставки верховного головнокомандування маршала Климента Ворошилова розробляється план наступальної операції, котра передбачала десантування на мисі Тархан та наступні зустрічні удари зі сторони десанту і з фронту частин Приморської армії (командував генерал Іван Петров). Згідно плану операції, спільними зусиллями радянські частини мали зайняти північне узбережжя Керченського півострова та створити охоплення німецьких сил, що протистояли Керченському плацдарму — підрозділів 17-ї армії, котрою керував генерал Ервін Єнеке.
Загальна підготовка та планування операції здійснювалися досить ретельно, зі складу Азовської флотилії задіювалося до половини кораблів — близько 40 тендерів та мотоботів, кілька артилерійських й патрульних катерів, інші малі кораблі. До складу загону десантування виділяється 116-й гвардійський стрілецький полк зв складу 55-ї гвардійської дивізії — 2925 чоловік під керунком Героя Радянського Союзу полковника Георгія Главацького та 143-й окремий парашутно-десантний батальйон — 4 роти — ВПС ЧФ (керував майор Н. Д. Алексеєнко, у десантній операції — капітан Левченко) і 613-та штрафна рота Чорноморського флоту старшого лейтенанта Ф. А. Аверченка; з фронтової авіації виділялися літаки 4-ї армії для повітряного прикриття, артилерійську підтримку мала вести берегова артилерія.
Першопочатково десантування мало відбутися 31 грудня 1943 року, однак весь час переносилося, згодом — планувалося уночі з 7 на 8 січня 1944 року, однак двічі відкладалося через штормову погоду. Метеорологи прогнозували у ніч на 10 січня чергове погіршення погоди, однак цього разу відтермінування десанту не відбулося.

## Висадка десантного загону та перебіг бою
Увечері 9 січня загін з 51 корабля Азовської флотилії виходить до місця планованого десантування, командиром висадки був капітан 2-го рангу Микола Кирилов, операцією керував виконувач обов'язків командира Азовської флотилії контр-адмірал Георгій Холостяков. В часі переходу кораблів шторм посилювався, хвилювання сягало 4-5 балів, сила вітру — 7 балів. За таких умов швидкість просування загону сповільнилася, 5 мотоботів, котрі накрило хвилями, потонули, за екіпажами з ботів висилаються катери. Оскільки усе це відбувалося близько берега, контрольованого противником, пересування десантного загону було помічене німецькими силами. Ще й до того, незважаючи на запізнення із прибуттям, артилерійська підготовка почалася точно по плану — о 5-й годині ранку 10 січня; таким чином нацистські сили знали, де відбуватиметься висадження десанту.
Десантування першої хвилі відбулося аж по 9-й годині, вдалося висадити 374 бійці, котрі відразу потрапляють у скрутне становище. При десантуванні більшість бійців висаджувалася у крижану воду, при цьому потонула частина озброєння та набоїв. З початком світлішої частини дня літаки Люфтваффе числом до 30 одиниць безперервно атакують десантні кораблі. Під час обстрілу та нальотів на флагманському катері загинули командир загону та головний штурман висадки Б. П. Бувін, керівництво перебирає начальник штабу висадки, однак він загинув під час наступного авіаційного нальоту; радянська ж авіація прикриття вчасно не з'явилася.
Десантники намагаються пробитися до висоти 71,3, де раніше змогли закріпитися частини 2-ї гвардійської стрілецької дивізії. Для цього вони мали захопити висоту 164,5, котра височіла над місцевістю та на ній знаходилися нацистські укріплення; 2-га дивізія прорвала німецьку оборону, зайняла висоту 71,3 але далі просунутися не змогла.
Головна частина десанту — 1765 чоловік — була висаджена до 10-ї години 30-ї хвилини, не змогли висадитися 425 бійців, на кораблях загинуло, потонуло та пропало безвісти 177 бійців, отримали поранення та повернулися на базу 72. Серед кораблів Азовської флотилії потонули — 5 мотоботів затонули при штормі, від авіанальоту 1 катер «малий мисливець», 1 мотобот протиповітряної оборони, затонули при штормі чи були потоплені авіацією, коли відбилися від головного загону, 3 десантні боти, 1 мотобот протиповітряної оборони та 1 тендер, чимало кораблів зазнало ушкоджень.
Зі значними втратами десантники займають у рукопашному бою німецькі берегові укріплення та займають кругову оборону. Виконання поставленого завдання не було можливим силами десанту, оскільки на той час біля плацдарму вже знаходилася велика кількість сил противника з артилерією та танками.
Наступ головних сил Приморської армії теж великого успіху не мав, йшли затяжні бої по витисканню нацистських сил з рубежів оборони — у другій половині дня вводиться до бою 2-га гвардійська стрілецька дивізія, однак дві її атаки мали лише частковий успіх. В ході однієї з атак старшина Дмитро Вонлярський заміняє убитого офіцера та веде свій взвод на ворожі позиції, зайнято важливу висоту; після того захопив німецьку гармату та вів вогонь по противнику (за це був поданий на звання Героя СРСР, однак обійшлося Червоною Зіркою з рук Ворошилова). В ході того бою був — по радянській звітності — знищений один німецький батальйон 98-ї піхотної дивізії
Оборонний бій десантники вели більше доби при гострій нестачі набоїв, німецькі танкові атаки відкидали гранатами. По узгодженні з керівництвом вдень 11 січня несподіваною атакою залишки десанту пробиваються через німецькі лінії та з'єднуються із частинами Приморської армії.
В ході боїв десантниками було полонено 60 німецьких вояків, захоплено чимало зброї та амуніції.

## Післямова
3 березня 1944 року за невдале проведення десантів на мис Тархан та в Керченському порту генерал Іван Петров був звільнений з посади командира Приморської армії, зарахований в резерв Ставки ВГК та понижений у званні з генерала армії до генерал-полковника.